# بوبر زیتونی تورو
بوبر زیتونی تورو (نام علمی: Phyllastrephus hypochloris) نام یک گونه از سرده بوبرهای اصلی است.